# 囲魏救趙
囲魏救趙（いぎきゅうちょう、魏を囲んで趙を救う）は、兵法三十六計の第二計にあたる戦術。

## 本文
敵を集中させるよう仕向けるよりも、敵を分散させるよう仕向けるのがよい。
敵の正面に攻撃を加えるよりも、敵の隠している弱点を攻撃するのがよい。

## 按語・事例
戦国時代の中国で、当時強盛を誇った覇権国家・魏が趙と戦った際に、趙は次第に追い詰められ、ついに魏軍に都の邯鄲を包囲されてしまった。趙は同盟国の斉に援軍を求め、斉の威王はすぐさま田忌を孫臏と共に派遣して趙を救援させた。だが、孫臏は邯鄲に向かおうとする田忌を途中で留めてこう言った。
「絡まった糸を解くときには無理に引っ張らないほうが良い。闘いから救おうとするなら直接加わってはいけない。要所を突き、虚を突いて、形勢を崩してやれば、糸はおのずから解けていくものだ」
孫臏は魏本国を攻め都の大梁を包囲することで、魏軍を趙から撤退させ、引き返して来た魏軍を桂陵の戦いで大破して趙を救った。
このように、敵を一箇所に集中させず、奔走させて疲れさせてから撃破する戦術を囲魏救趙の計と呼ぶ。
出典は『史記』「孫子呉起列伝」。